# Leo Greenwald
Leo Greenwald, né le 23 novembre 1892 et mort le 4 juin 1958, est un éditeur de comics américain.

## Biographie
Edwin Leo Greenewald naît le 23 novembre 1892 à Bradford en Pennsylvanie. Son père y est propriétaire d'une entreprise de fabrication d'huile et d'alcool et a été maire de la ville. Après des études au lycée, Edwin Greenewald travaille dans la vente pour diverses sociétés. En 1926 il est engagé par l'Eastern Distributing Corporation, fondée en 1924 par Warren Angel et Paul H. Sampliner, qui est une entreprise de distribution de cigares, de bonbons et de magazines pour des débits de tabac. Là y travaille Irving Manheimer. L'Eastern est florissante et après 1929 se diversifie dans l'édition. Martin Goodman (futur éditeur de Timely Comics y est l'un des responsables de la diffusion. Les aspirants éditeurs peuvent bénéficier d'une aide de l'Eastern à la condition que celle-ci soit choisie pour s'occuper de l'approvisionnement en papier, l'impression des livres, la logistique, etc. L'Eastern sous-traite ensuite ces tâches. Cependant en 1932 l'Eastern est en faillite. Sampliner fonde alors avec Harry Donenfeld (futur propriétaire de DC Comics)  l'Independent News Distribution (IND) qui reprend les anciens clients de l'Eastern et propose aux jeunes éditeurs les mêmes aides et les mêmes conditions pour qu'ils puissent se lancer. Parmi ceux-ci se trouve Edwin Greenewald qui signe dès lors Leo Greenwald. En avril 1936, paraît le premier numéro du magazine Easy Money, ''How it's Made - How it's Lost" publié par la Spartan Publishing Corporation propriété de Greenwald. Ce magazine dure jusqu'en juillet 1936. Dès août 1936 est publié   The Lone Ranger Magazine mais le nom de la maison d'édition est alors la Trojan Publishing Corporation. En 1937 Greenwald se marie à Blanche Renard. En 1940 Greenwald travaille pour la PDC (Publishers Distributing Corporation) d'Irving Manheimer qui diffuse des magazines et comme l'Eastern ou l'IND aide d'aspirants éditeurs. Parmi ceux-ci se retrouvent Alfred Harvey, Martin Goodman et Worth Carnahan. Ce dernier publie le comics Champion Comics à partir de 1940. Le nom de la maison d'édition est Worth Publishing Compagny. Parmi les auteurs se trouve Edwin Wald qui est le pseudonyme de Greenwald. En février 1941, dans l'ours de Champ Comics, le nouveau nom de Champion Comics,  Greenwald est nommé comme éditeur et seul propriétaire de la Worth Publishing Compagny. Par la suite Champ Comics est publié par Family Comics, premier nom de Harvey Comics propriété d'Alfred Harvey.. En 1945 Greenwald quitte le monde de l'édition et New York. Il meurt le 4 juin 1958 à Saint Louis dans le Missouri.